# Інокентіївці
Інокентіївці — православна секта, поширена на території Одеської, Херсонської, Чернівецької та Миколаївської областей України, а також на території Молдови і Румунії, що зародилася на початку XX століття на півдні України, в стінах православного Свято-Покровського Балтсько-Феодосіївського монастиря колишньої Херсонської губернії.

## Інокентій
Засновником і головним куратором секти (а пізніше і самопроголошеним представником «Святого духа» на Землі) був Іван Левізор (1875—1917), ієромонах Інокентій, — звідси і назва секти. Уродженець села Косеуць, Бессарабської губернії. У підлітковому віці став послушником в Добруському монастирі, однак через два роки був вигнаний з монастиря за «негідну поведінку по відношенню до осіб жіночої статі». Після цього деякий час жив поза церквою. Однак незабаром знову пішов у служіння. Вдруге — в Митрофанієвському храмі в Петербурзі. Під час послушництва Іван Левізор (Інокентій) зблизився з сектою іоаннітів, а трохи пізніше майбутній «пророк» отримав благословення від Григорія Распутіна, вельми авторитетної фігури серед російського сектантства і придворних Російського Імператорського Двору того часу.
На початку 1908 року повернувся на південь до заснованого в 1907 році Балтсько-Феодосієвського Покровського монастиря в Балті, де був пострижений на ієродиякона. Там же був названий новим ім'ям — Інокентієм, а незабаром після цього був посвячений у сан ієромонаха.

## Початок діяльності
Початком діяльності секти прийнято вважати травень 1908. Тоді при збігу безлічі паломників було організовано перенесення мощей місцевошанованого святого праведного о. Феодосія Балтського (Левицького) (1791—1845) в Свято-Троїцький храм монастиря. Під час церемонії Інокентій інсценував чудеса зцілення, після чого почав організаційну роботи по залученню пастви і пропаганди свого вчення, виступаючи в ролі заступника перед покійним о. Феодосієм.
Незабаром після набуття перших слухачів Інокентій в своїх проповідях змінює стратегію і починає говорити про свої видіння, в яких розмовляє з самим Ісусом Христом.

## Фільми
«Більше життя» 55.41; 2020 рік.